# Aerojet General X-8
Aerojet General X-8 là một loại tên lửa thử nghiệm không điều khiển, được thiết kế để phóng tải trọng 150 lb (68 kg) lên độ cao 200.000 foot (61,0 km).

## Biến thể
- X-8 - 68
- X-8A - 34
- X-8B - 1
- X-8C - 2
- X-8D - 3

## Tính năng kỹ chiến thuật
Dữ liệu lấy từ The X-Planes: X-1 to X-45
Đặc điểm tổng quát
- Tổ lái: 0
- Chiều dài: 20ft 1,5in ()
- Sải cánh: 5ft 3in ()
- Chiều cao: 15in ()
- Diện tích cánh: 36ft² ()
- Trọng lượng rỗng: 135lb ()
- Trọng lượng có tải: 1.097lb ()
- Trọng tải có ích: 150-300lb ()

 Hiệu suất bay 
- Vận tốc cực đại: 3490 knot (4.020mph)
- Tầm bay: 18+nm (20+mi)
- Trần bay: 800.000ft ()

Trang bị vũ khí

Không